# Francisco Rovira y Escuder
Francisco Rovira y Escuder (Morella, 1375 - Valência, 22 de novembro de 1450) foi um pseudocardeal valenciano, um dos dois criados pelo Papa de Peníscola Clemente VIII.

## Biografia
Filho de Francisco Rovira e sua esposa, cujo primeiro nome não é conhecido e seu sobrenome era Escuder. Fez seus estudos iniciais no convento de São Francisco de Morella, onde seu tio, padre Bartolomé Rovira, era o guardião do convento. Estudou gramática e lógica em Studi de la Vila de Morella, que dependia dos generais Studis de Lleiva; depois fez os estudos eclesiásticos no claustro da catedral de Tortosa. Em 1394, ele foi para a Universidade de Montpellier para estudar Decretos (direito canônico) e obteve um bacharelado; em 1410/411, obteve o doutorado em Decretos na Universidade de Perpignan, onde o pseudocardeal Juan Martínez de Murillo, O.Cis., impôs-lhe as insígnias de doutorado.
Entre suas funções, foi promotor de negócios na Coroa de Aragão, cônego do capítulo da catedral de Maiorca, secretário do Papa de Avinhão Bento XIII e agente confidencial do rei Afonso V de Aragão.
Foi criado cardeal no consistório de 27 de julho de 1429, o único do Papa de Peníscola Clemente VIII e recebeu o titulus de São Clemente. Nesse mesmo dia, Clemente VIII revogou todas as condenações ele havia emitido contra o Papa Martinho V e o reabilitou para ser eleito papa. Imediatamente depois, o antipapa abdicou e perguntou aos três pseudocardeais presentes (Julián Lobera y Valtierra, Gil Sánchez Muñoz, el joven e Rovira) para eleger um pastor aceitável a Deus e ao povo cristão. Os pseudocardeais pediram uma local para realizar o conclave; depois de ouvir a Missa do Espírito Santo, eles elegeram por unanimidade o cardeal Oddone Colonna, a quem chamaram de Martinho V. Isso ocorre porque o antipapa e o os pseudocardeais não aceitaram a eleição do Conclave de 1417 do cardeal Oddone Colonna, que havia adotado o nome de Martinho V. Em 14 de agosto de 1429, o ex-antipapa e três pseudocardeais fizeram o juramento de obediência ao papa e foram absolvidos e admitidos na igreja pelo cardeal legado Pierre de Foix, O.F.M. No dia seguinte, os três pseudocardeais apresentaram sua resignação às respectivas dignidades.
Morreu em 22 de novembro de 1450, em Valência.